# Finlands Hembygdsförbund
Finlands Hembygdsförbund rf (finska: Suomen Kotiseutuliitto ry) är en riksomfattande centralorganisation för hembygdsarbete i Finland. Förbundets uppgifter är att befrämja mångsidig finsk kultur och värdera lokala kulturer, utveckla och stöda hembygdsarbete samt betjäna  medlemmarna som intresseorganisation. Förbundet värnar också om kulturmiljöer och naturvärden samt påverkar samhälls- och regionplanering.

## Historia
Hembygdsförbund grundades 25 maj 1949 i Tammela. År 1972 ändrades namnet till Finlands Hembygdsförbund. Efter Andra världskriget var intresset för hembygdsarbete stort och många lokala hembygdsföreningar grundades runtom i Finland.

## Medlemmar
Idag har Finlands Hembygdsförbund cirka 850 samfundsmedlemmar. Största delen av medlemmar består av cirka 750 lokala föreningar så som stadsdelsföreningar och byföreningar. En tredjedel (ungefär 100) av Finlands kommuner samt med alla landskapsförbund och en stor del av riksomfattande organisationer är medlemmar i hembygdsförbundet. Finlands Hembygdsförbund har också privata personer som medlemmar.
Över 150 000 människor jobbar inom Finlands Hembygdsförbunds medlemsorganisationer. Det finns också en svenskspråkig organisation Finlands Svenska Hembygdsförbund som är en centralorganisation för ungefär 100 svenskspråkiga hembygdsföreningar i Finland.

## Verksamhet
Finlands Hembygdsförbunds viktigaste uppgift är bevakning av medlemskårens intressen och rådgivning med anknytning till hembygdsarbete, lokalitet och kulturarv. Dessutom organiserar förbundet utbildning i anknytning till hembygds- och lokalverksamhet och utöver publikations. och informationsverksamhet. Förbundet förverkligar projekt och kampanjer i anknytning till hembygdsarbete och bland annat nominerar årets stadsdel, årets hembygdsförening, årets hembygdsbok och ibland årets hembygdsgärning.

### Riksomfattande Hembygdsdagarna
Riksomfattande Hembygdsdagarna är hembygdsverksamhetens huvudevenemang som ordnas varje år. Första gången ordnades dagen redan år 1949. Syftet med evenemanget är bland annat att presentera lokala kulturer inom till exempel kommuner och landskap, lyfta fram viktiga frågor och teman och befrämja regionalt samarbete.
Riksomfattande Hembygdsdagarna ordnas vanligtvis av en stad eller en kommun. Kommunen som får ordna evenemanget väljs av hembygdsförbundet.

### Renoveringsstöd för föreningshus
Finlands Hembygdsförening delar ut renoveringsstöd för föreningshus på uppdrag av Undervisnings- och kulturministeriet och ger renoveringsråd i anknytning till stödet.

### Europeiska kulturmijödagarna
Finlands Hembygdsförbund deltar i organisering av Europeiska kulturmiljödagarna i Finland. Europeiska kulturmiljödagarna firas i 50 land i Europa med internationella namnet European Heritage Days. I Finland har Finlands Hembygdsförbund varit en av huvudorganisatörer med stödet från Miljöministeriet.
Europa Nostra är en europeisk organisation som arbetat för bevarandet av Europas gemensamma kulturarv. Organisationer samarbetar med Europeiska Unionen, Europarådet och Unesco. I Finland har Europa Nostras lokalorganisation Europa Nostra Finland kontoret i anknytning med Finlands Hembygdsförbunds kontor.

## Förvaltning
Finlands Hembygdsförbund högsta beslutsfattande organ är årsmötet som ordnas samtidigt med Riksomfattande Hembygdsdagarna. Förbundets verksamhet planeras och leds av en fullmäktige som väljs av årsmötet. Fullmäktigen består av ordföranden och 30 medlemmar. Fullmäktiges ordförande är samtidigt också hela förbunds ordförande.

## Logon
Logon för Finlands Hembygdsförening har designats av heraldiken Olof Eriksson år 1972. De sex heraldiska befästningar symboliserar utvecklingen av samhället och blomman i mitten symboliserar naturen och naturskyddet.

## Hembygdsarbetets historia i Finland
Hembygdsarbetets rötter härstammar från 1600-talet. År 1667 grundades Antikvitetskollegium i Sverige som också samlade information om fornminnen och historiska platser i Finland. Grunden för ideella hembygdsarbete skapades av Finska litteratursällskapet som grundades 1831. Sällskapet började systematiskt samla information om traditioner i Finland.
Den första hembygdsföreningen i Finland grundades i Lojo år 1894 när Robert Boldt grundade Hembygdsforskningens Vänner i Lojo rf.